# Castelo Takeda

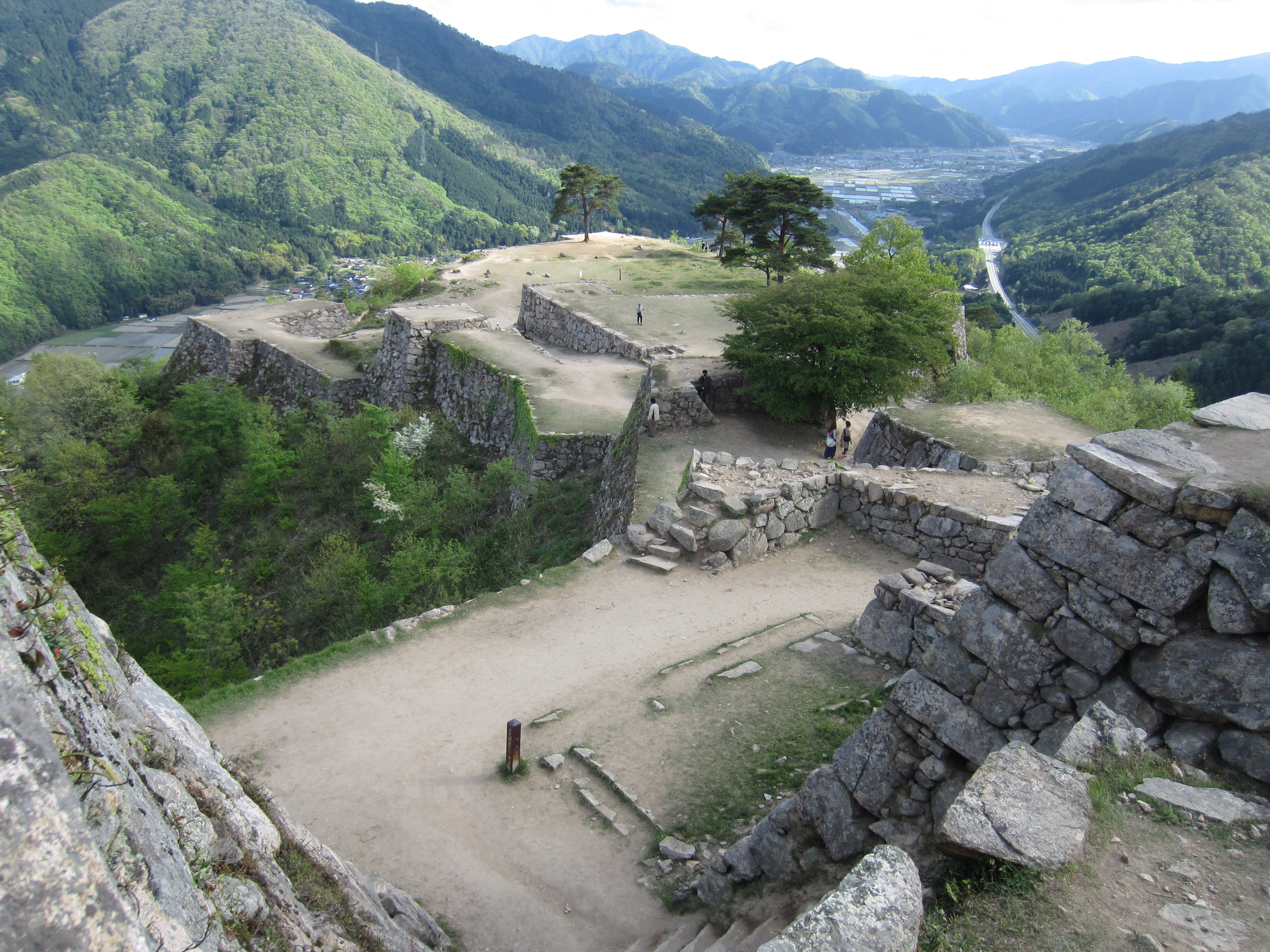
Ruínas do Castelo Takeda

Castelo Takeda (竹田城, Takeda-jō) é um castelo em ruínas na cidade de Asago, na parte norte da Prefeitura de Hyōgo, Japão. Ele está localizado ao norte de Himeji e noroeste de Kyoto, e está situado a cerca de 353 metros acima do nível do mar. É considerado um dos 100 melhores castelos do Japão, e frequentemente referido localmente como "Machu Picchu do Japão".

## História
O Castelo Takeda foi construído como Castelo Izushi. Foi construído por Otagaki Mitsukage, um retentor de Yamana Sōzen, senhor da área, em 1441. Otagaki então se tornou o senhor do castelo. Foi conquistada em 1577 por Hideyoshi Toyotomi durante a campanha da província de Tajima. Em seguida, foi colocado sob o controle de seu irmão mais novo, Hidenaga. Akamatsu Hirohide, o último senhor do castelo, lutou ao lado de Tokugawa Ieyasu na Batalha de Sekigahara em 1600. Mesmo tendo servido valentemente na batalha, Hirohide foi acusado de incêndio criminoso. Ele então cometeu seppuku e o castelo foi abandonado.

## Galeria

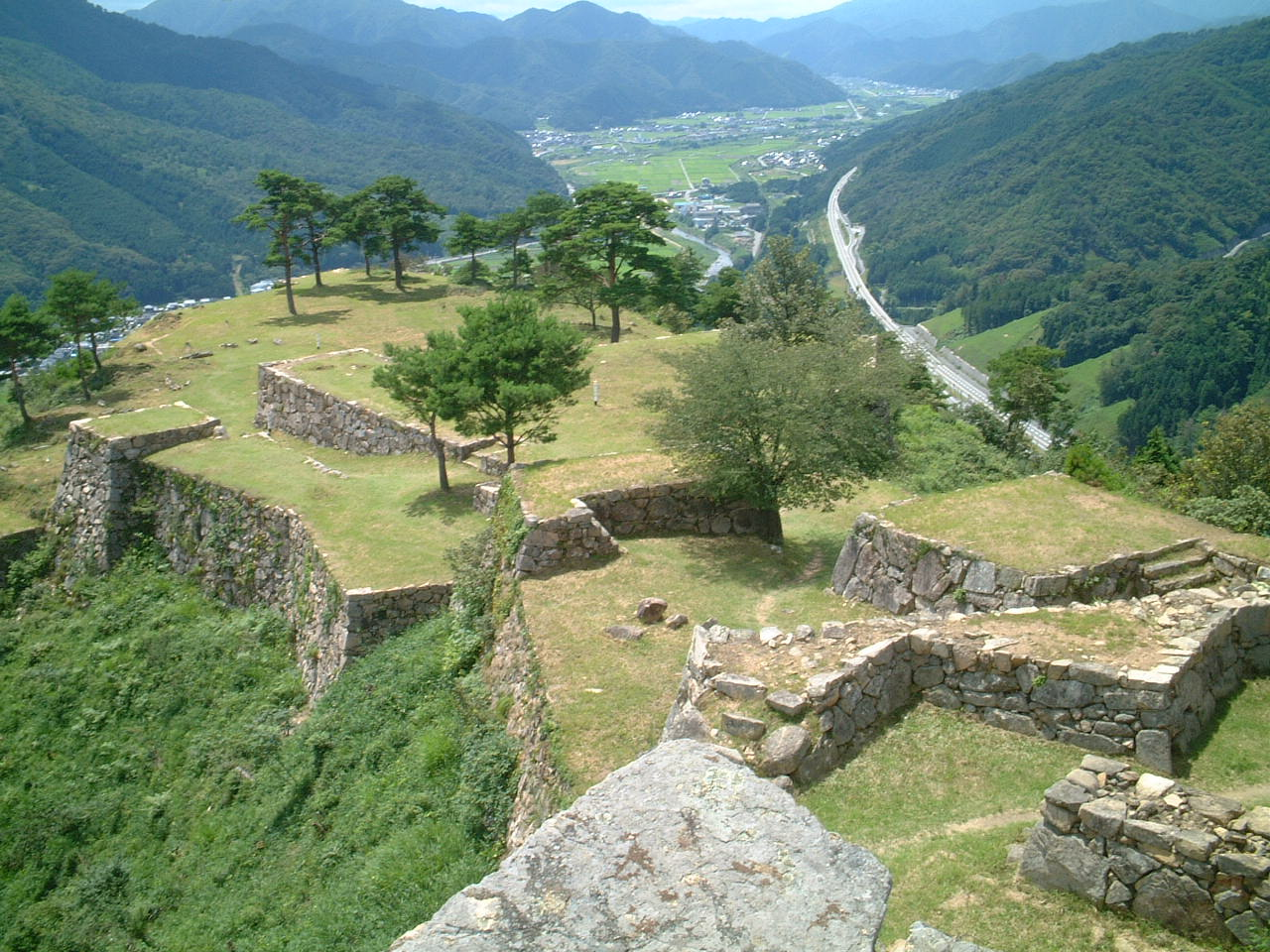
Castelo Takeda
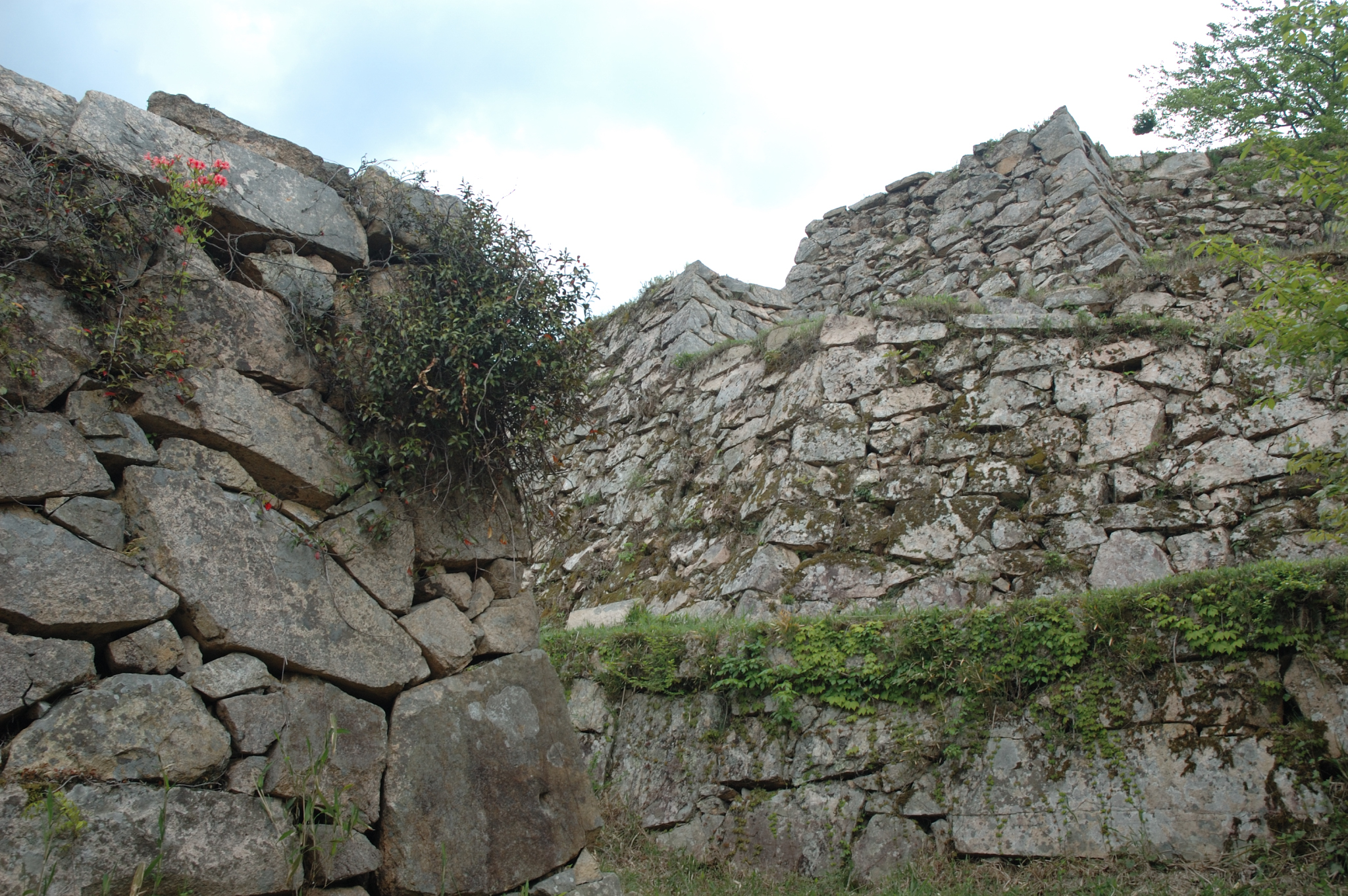
Parede de pedra do complexo Hanayashiki
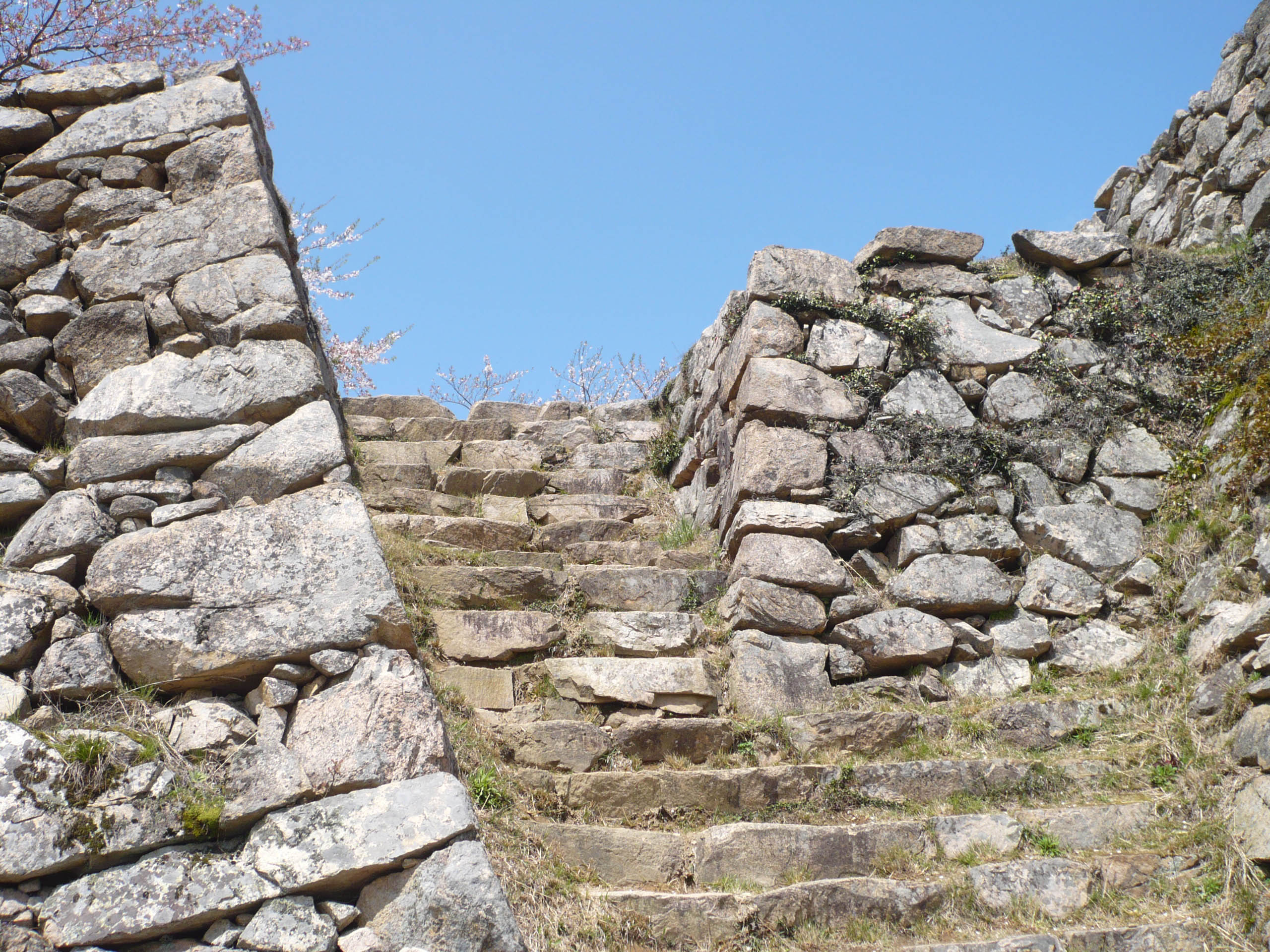
Torre do Portão de Tenshu
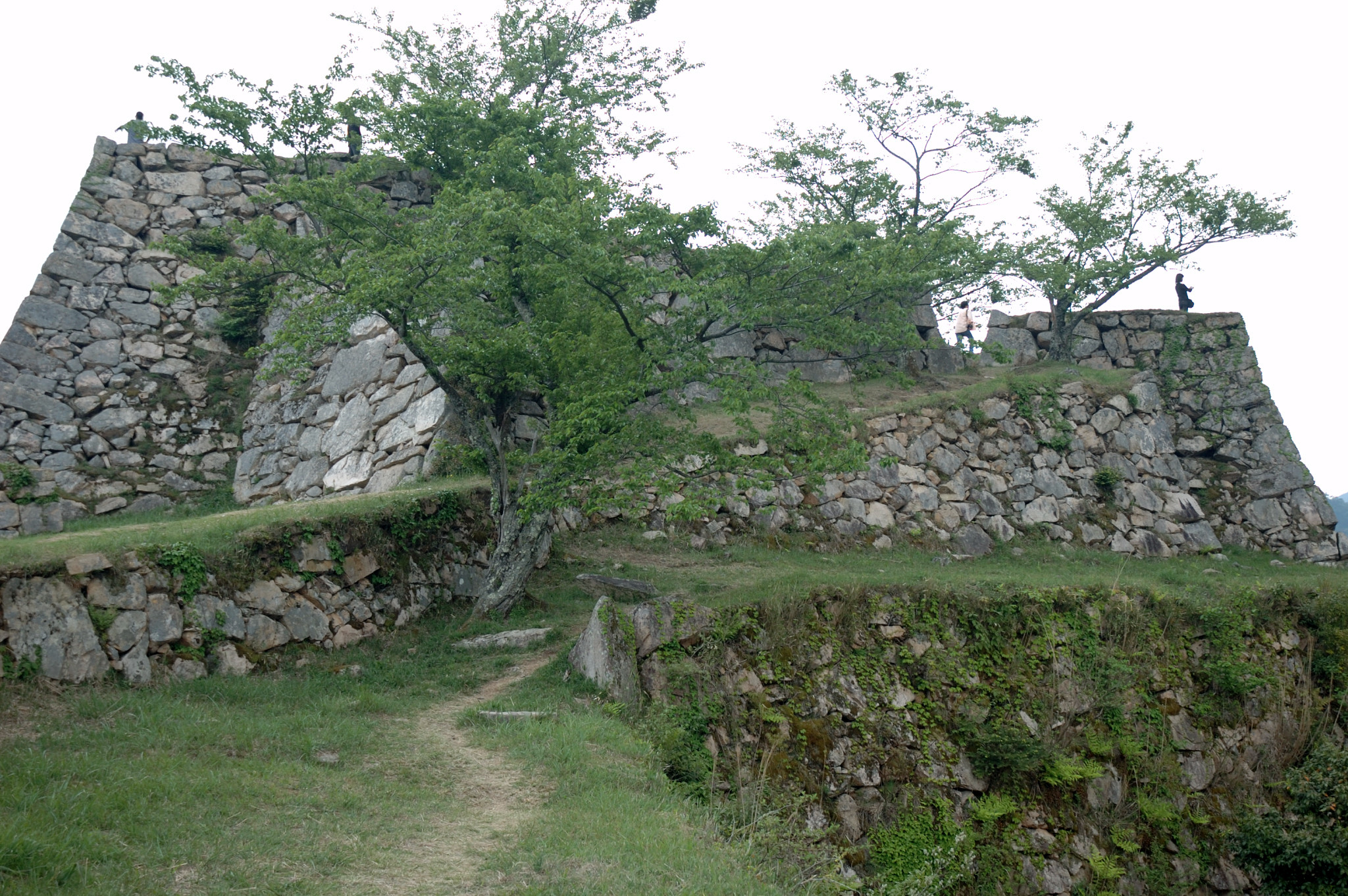
Composto de Honmaru
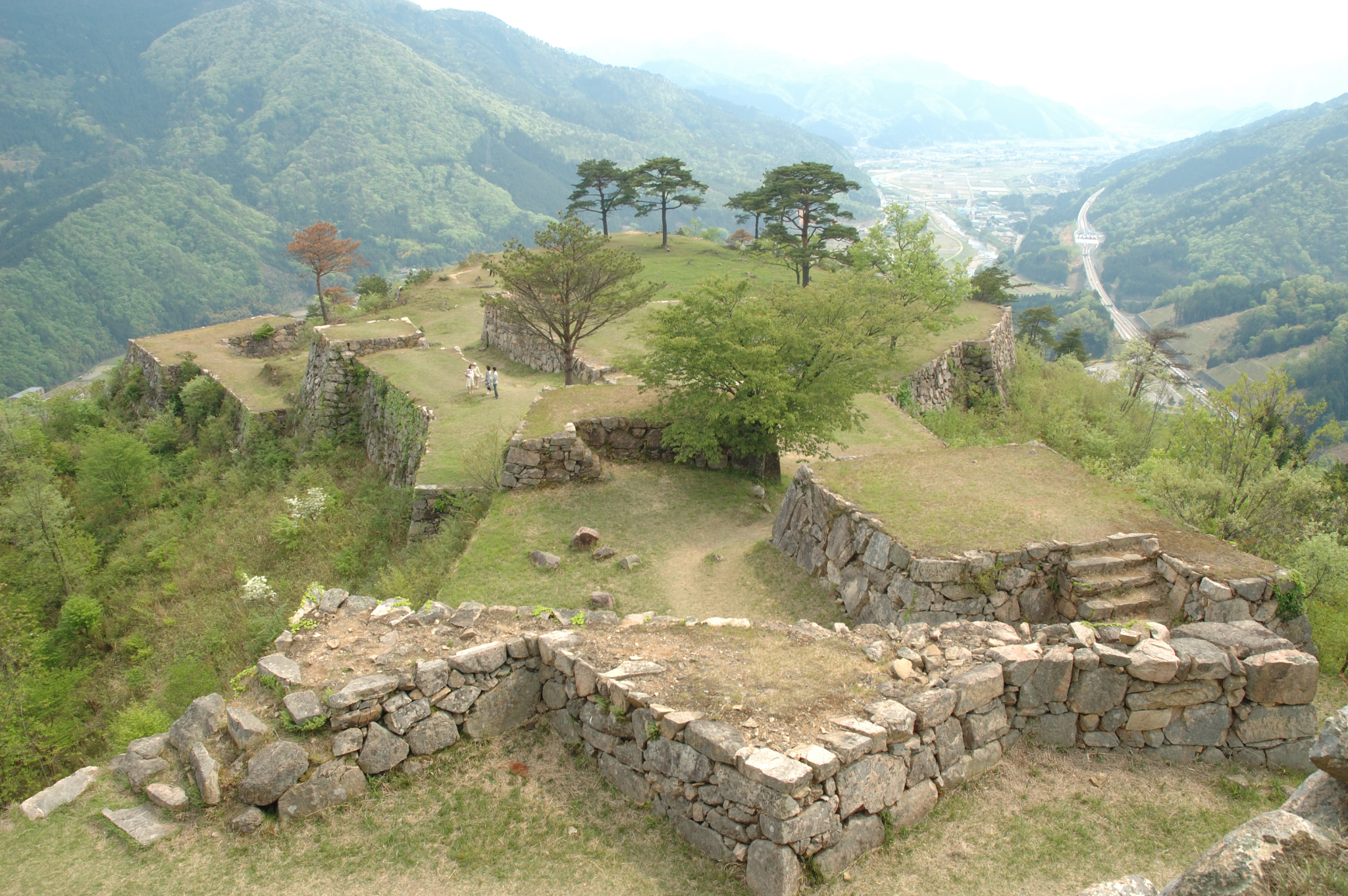
Composto Minami Senjojiki
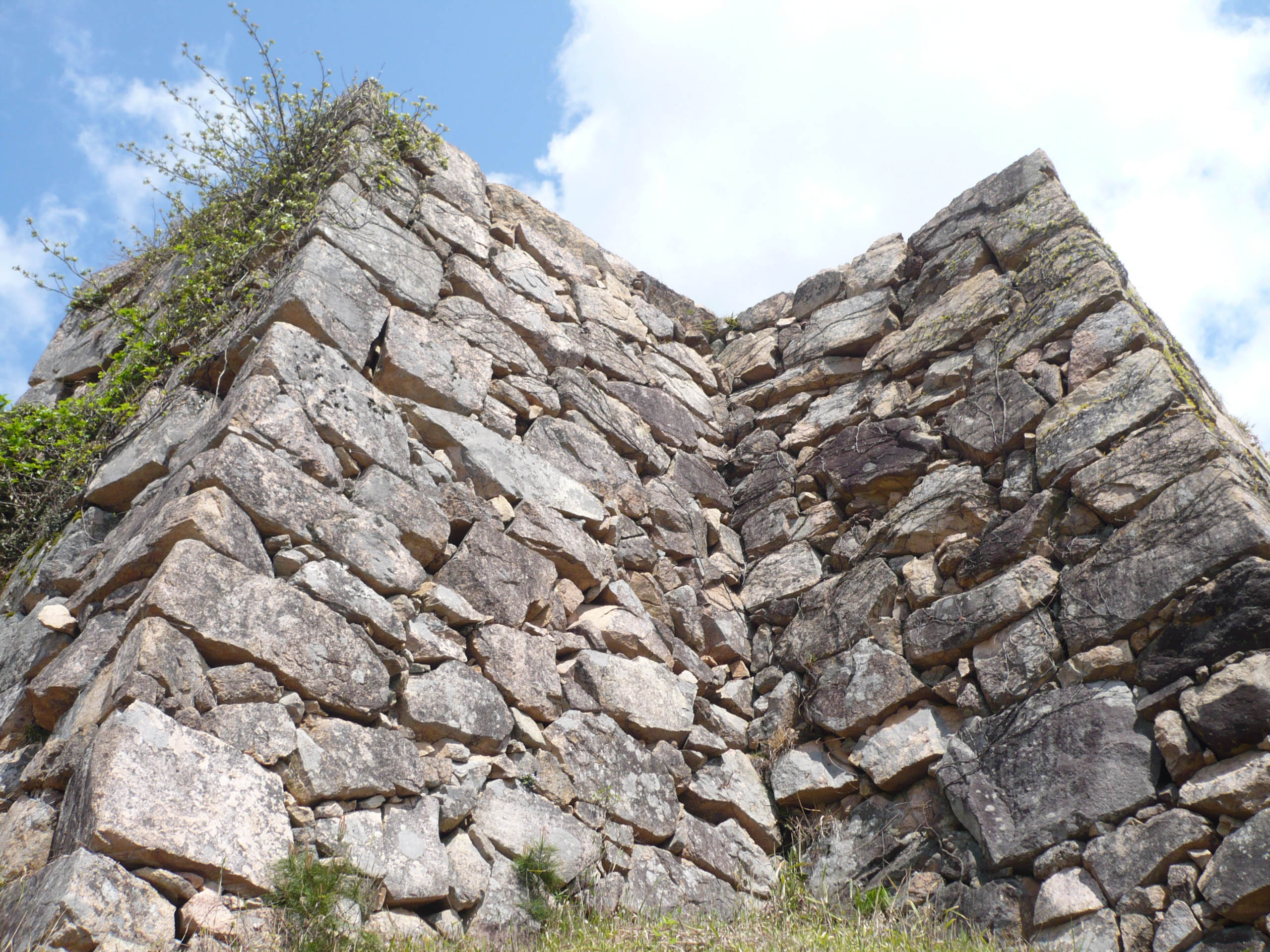
Parede de pedra da torre Mitsukeyagura